# Wusu
Wusu, Usu ou Qur Qarausu é uma cidade localizada na região norte de Sinquião (China). Está localizada em um oásis na Zungária, entre as cidades de Bole e Shihezi, a oeste de Urumqi e Kuitun, e ao sul de Karamay.
A produção de petróleo é uma parte importante da economia local. A cidade é conhecida por suas fontes termais, que fornecem água a uma temperatura entre 42ºC e 45ºC.
A cidade também é conhecida por uma fábrica de cerveja que produz cerca de 200.000 toneladas de cerveja.
No dia 29 de setembro de 1864, a cidade foi tomada por rebeldes oriundos de Urumqi durante a Revolta Dungan..